# Tumidodromia
Tumidodromia is een geslacht van kreeftachtigen uit de klasse van de Malacostraca (hogere kreeftachtigen).

## Soort
- Tumidodromia dormia (Linnaeus, 1763)